# جوزيف كيركلاند
جوزيف كيركلاند (بالإنجليزية: Joseph Kirkland)‏ (7 يناير 1830 - 29 أبريل 1894، شيكاغو في الولايات المتحدة)؛ كاتب، صحفي وروائي أمريكي.

## روابط خارجية
- جوزيف كيركلاند على موقع الموسوعة البريطانية (الإنجليزية)
- جوزيف كيركلاند على موقع إن إن دي بي (الإنجليزية)